# MotoGP baden-württembergi nagydíj
A MotoGP Baden-Württembergi Nagydíja a MotoGP egy korábbi versenye, melyet csak 1986-ban rendeztek meg, és csak a 80 és a 125 köbcentiméteres géposztálynak.

## A győztesek
| Év   | Helyszín       | 80 cm³                | 125 cm³                | Összefoglaló |
| ---- | -------------- | --------------------- | ---------------------- | ------------ |
| 1967 | Hockenheimring | Gerhard Waibel (Real) | Fausto Gresini (Honda) | Összefoglaló |